# Martin Vágner
Martin Vágner (Csehszlovákia, Jaroměř, 1984. március 16.–) cseh jégkorongozó.

## Karrier
A Dallas Stars draftolta a 2002-es NHL-drafton az első kör 26. helyén. Négy szezont játszott a QMJHL-ben 2001–2003 között a Hull Olympiquesben majd egy szezonra a Gatineau Olympiquesbe került végül a junior korszakot a Acadie-Bathurst Titanban zárta le. 2005-ben visszatért Csehországba. A 2004-es NHL-drafton a Carolina Hurricanes újra draftolta de most már csak a kilencedik kör 268. helyén. A Cseh Extraligában játszott 2008-ig. Előző csapatai a HC Pardubice és a HC České Budějovice. 2008–2009-ben a cseh másodosztályban szerepelt.